# Ramdala IF

Ramdala IF är en idrottsklubb från Ramdala, föreningen grundlades den 29 juni 1939. 
Fotboll och styrkelyft är de främsta idrotterna som utövas. Fotbollen och föreningens högkvarter är beläget på Säbyvallen medan styrkelyftutövarna tävlar/tränar i Ramdala medborgarhus. Föreningen har en stor ungdomsverksamhet och klubben har både herr- och damlag.
Föreningen, som också har styrkelyft på programmet, grundades år 1939 och har sitt säte och verksamhet på Säbyvallen ett par kilometer söder om själva Ramdala. Totalt har föreningen runt 300 medlemmar med ett herrlag, ett damlag samt ett tiotal ungdomslag.
Herrlaget huserar för närvarande i division 5 Blekinge medan damlaget fortfarande spelar i division 2 Småland sydöstra. Utöver det finns även ett par reservlag på herrsidan samt två ungdomslag på damsidan.
Under säsongen 2018 spelade herrlaget i division 6 och gick obesegrade igenom hela säsongen och avancerade upp till division 5.

## Fotbollslag i och kring Karlskrona
Precis som i övriga delar av Sverige spelas det också i Karlskronatrakten en hel del fotboll. Det mest framgångsrika laget i Karlskrona med omnejd är utan tvekan FK Karlskrona som för närvarande spelar i division 2 östra Götaland där man i dagsläget återfinns på en tredjeplats. I Karlskrona hittar man också ett framgångsrikt damlag i form av Karlskrona FF som ligger i division 1 östra Götaland.
Förutom FK Karlskrona finns även en uppsjö med andra lag i Karlskronatrakten, som dock håller till i de lägre serierna. Några av dessa är Nättraby GoIF, Sillhövda AIK samt Jämjö GoIF, vilka samtliga spelar i division 4 Blekinge.

## Fotbollsspelare från Karlskrona med omnejd
Trots att Karlskrona kanske inte tillhör de största fotbollsstäderna i Sverige så har ändå staden och dess omliggande trakter genom åren producerat några kända fotbollsspelare.
Den kanske mest kände fotbollsspelaren från Karlskrona med omnejd är Henrik Rydström som ursprungligen kommer från Listerby, drygt en och en halv mil väster om Karlskrona. Rydström inledde karriären i Listerby IK innan han värvades av Kalmar FF som 17-åring 1993. Därefter var han klubben trogen ända till karriären avslutades förra året. Som en av de tongivande i Kalmar FF vann han Svenska Cupen 2007 och 2009 och tog hem SM-bucklan år 2008.
En annan känd spelare från Karlskronatrakten är Mikael Antonsson från Sillhövda. Redan som 16-åring lämnade Antonsson Sillhövda AIK för IFK Göteborgs ungdomslag och några år senare kom också den allsvenska debuten för storklubben. År 2004 lämnade han Sverige för att bli proffs i österrikiska Austria Wien. Efter det har det även blivit spel i grekiska Panathinaikos, i danska FC Köpenhamn samt i nuvarande klubben, italienska Bologna. Mikael Antonsson har även hunnit med 16 A-landskamper.